# Sparekassen Vendsyssel
Sparekassen Vendsyssel og Jutlander Bank udgør fusionsparterne, som fusionerede den 1. september 2021 og dannede Danmarks største sparekasse "Sparekassen Danmark".
Før fusionen var Sparekassen Vendsyssel et pengeinstitut med cirka 700 medarbejdere og 43 afdelinger i Nordjylland, Midtjylland og København. Akkurat som Sparekassen Danmark, var Sparekassen Vendsyssel organiseret som en garantsparekasse og den var allerede Danmarks største sparekasse - målt på primær indtjening, garantkapital samt antal garanter.
Sparekassen kan spores tilbage til 6. februar 1871, hvor Sparekassen for Vrå og Em sogne blev etableret. Senere ændrede den navn til Vrå Sparekasse, som i 2001 fusionerede med Jelstrup Lyngby Sparekasse og dannede Sparekassen Vendsyssel.
Igennem årene er en række andre pengeinstitutter fusioneret ind i Sparekassen Vendsyssel, senest i 2020 hvor sparekassen overtog Salling Bank.
Sparekassens administrerende direktør Vagn Hansen har siden 1997 været leder, af først Vrå Sparekasse og siden fusionen til Sparekassen Vendsyssel. Det er lykkedes Vagn Hansen at udvikle den lokale sparekasse til at være blandt landets 16 største pengeinstitutter gennem fusioner og organisk vækst i sparekassens forretning.[kilde mangler]
I 2019 havde Sparekassen Vendsyssel et overskud på 606,299 millioner DKK før skat.

## Historien i hovedtræk
| 1871 | Sparekassen for Vrå og Em Sogne bliver stiftet d. 6. februar 1871. |
| 2001 | Vrå Sparekasse fusionerer med Jelstrup Lyngby Sparekasse og skifter navn til Sparekassen Vendsyssel.                                                                  |
| 2004 | Sparekassen åbner en ny afdeling i Skagen. |
| 2005 | Sparekassen fusionerer med Hellevad-Ørum Sparekasse i Klokkerholm. |
| 2006 | Sparekassen åbner en ny afdeling i Aabybro. Sparekassen gennemfører sammenlægning med Brovst Sparekasse og Jerslev Sparekasse.                                        |
| 2007 | Sparekassen åbner en ny afdeling i København. |
| 2008 | Sparekassen overtager Sparbanks afdeling i Frederikshavn og gennemfører en sammenlægning med Ulsted Sparekasse. Sparekassen åbner i november en ny afdeling i Sindal. |
| 2009 | Sparekassen overtager fire afdelinger fra det daværende EBH Bank under afvikling.                                                                                     |
| 2012 | Sparekassen fusionerer med Sparekassen Limfjorden og Sparekassen Hvetbo.                                                                                              |
| 2015 | Sparekassen fusionerer med Hals Sparekasse. |
| 2016 | Sparekassen opkøber Den Jyske Sparekasses afdelinger i Lem, Skive, Vinderup og Aalborg. Desuden åbner sparekassen en ny afdeling på Rådhuspladsen i København.        |
| 2018 | Sparekassen overtager Østjydsk Bank. Desuden åbner sparekassen en afdeling i Tårs.                                                                                    |
| 2019 | Sparekassen Vendsyssel overtager Dronninglund Sparekasse pr. 16. oktober 2019.                                                                                        |
| 2020 | Sparekassen Vendsyssel overtager Salling Bank d. 27. oktober 2020 |
| 2021 | Sparekassen Vendsyssel fusionerer med Jutlander Bank og danner "Sparekassen Danmark"                                                                                  |